# 切爾沃尼亞爾 (柳巴希夫卡區)
47°39′53″N 30°21′28″E / 47.66472°N 30.35778°E
切爾沃尼-亞爾（烏克蘭語：Червоний Яр）是位於烏克蘭西南部的村莊，由敖德萨州波季利斯克区的柳巴希夫卡市鎮負責管轄。該村始建於1793年，面積0.71平方公里，海拔高度93米，2001年人口260，人口密度每平方公里364.15人。